# Villa Windekind
La villa Windekind ou Huize Windekind (Nieuwe Parklaan 76 à La Haye a été conçue l'architecte Dirk Roosenburg et construite dans les années 1927-1928. Le donneur d’ordre était François van 't Sant, qui dirigeait la police à La Haye et devait devenir l’homme de confiance de la reine Wilhelmine.

## Histoire

### Détails de la construction
La villa Windekind a été construite sur une pente raide, formée après la construction du Westbroekpark. Pour cette raison le bâtiment compte quatre étages. L'escalier est placé au milieu de la maison. La structure inférieure, c’est-à-dire le rez-de-chaussée de la maison, fait saillie dans la pente. La salle à manger se trouve au rez-de-chaussée. Le premier étage est entièrement aménagé en salle de séjour. C’est au deuxième étage que sont situées les chambres. Le garage est construit à l'intérieur.
L'influence du professeur de Dirk Roosenberg, l'architecte H.P. Berlage, se voit nettement dans l'utilisation de la brique pour le hall et l'escalier. L'influence de l'architecte Frank Lloyd Wright est, elle aussi, manifeste dans la construction, remarquable, du toit en porte-à-faux, c’est l'architecture dite des maisons de prairies. Dirk Roosenburg a également conçu en 1927 la villa Wulff à La Haye, également sur la Nieuwe Parklaan.

### Seconde Guerre mondiale
Le 13 mai 1940, pendant la Seconde Guerre mondiale, la reine Wilhelmine et François van 't Sant partirent pour Londres tandis que la famille Van 't Sant restait dans la villa Windekind.
Au début de 1942, la villa fut réquisitionnée par les Allemands qui y installèrent le département du Sicherheitsdienst (SD), IV B 4-Den Haag, la section néerlandaise du Referat IV B 4,. La villa Windekind devint le poste de police spécialisé de la Sicherheitspolizei ; c’est là qu’étaient concentrés les recherches et les interrogatoires des Juifs cachés et de ceux qui les avaient aidés. Les interrogatoires du Sachbearbeiterétaient souvent brutaux ; les suspects qui ne coopéraient pas étaient sévèrement battus dans les chambres de torture du sous-sol de la villa. Le trop célèbre Franz Fischer, qui devait être l'un des Quatre de Breda, avait pratiquement carte blanche pour le travail de la Sicherheitspolizei sur la déportation « ordonnée » des Juifs de La Haye et la recherche des Juifs cachés et de ceux qui les aidaient. Sa spécialité était le « jeu du sous-marin », dans lequel les victimes étaient maintenues sous l'eau dans une baignoire pendant un long moment afin de leur extorquer des aveux ou des renseignements.

### Liste des monuments
La villa Windekind a été inscrite sur la liste des monuments municipaux en 1990.